# Santana do Deserto
Santana do Deserto là một đô thị thuộc bang Minas Gerais, Brasil. Đô thị này có diện tích 182,207 km², dân số năm 2007 là 3833 người, mật độ 22,2 người/km².